# Klazinga
Klazinga (Stellingwerfs: Klaezinge; Fries: Klazingea) is een buurtschap in de gemeente Ooststellingwerf, in de Nederlandse provincie Friesland. 
Het ligt ten oosten van Oosterwolde, waar het officieel ook onder valt. Het bestaat uit de bewoning aan de Klazingaweg tussen Schottelenburg en Medhuizen. Klazinga is waarschijnlijk vernoemd naar een van de oud bewoners van het gebied. In 1840 werd de buurtschap nog verdeeld over Groot-Klazinga en Klein-Klazinga. De eerste bestond dan uit drie woningen met 10 inwoners en het tweede uit twee woningen met 6 bewoners.